# Hohrod
Hohrod település Franciaországban, Haut-Rhin megyében. Lakosainak száma 358 fő (2022. január 1.). Hohrod Munster, Luttenbach-près-Munster, Gunsbach, Orbey, Soultzeren és Stosswihr községekkel határos.

## Népesség
A település népességének változása:
| Lakosok száma | 308  | 330  | 354  | 365  | 372  | 375  | 375  | 366  | 358  |
|               | 2013 | 2015 | 2016 | 2017 | 2018 | 2019 | 2020 | 2021 | 2022 |